# Estación La Mora
La Mora era una estación ferroviaria ubicada en el paraje homónimo, en el departamento General Alvear, provincia de Mendoza, Argentina.

## Historia
La estación fue inaugurada en 1907 por el Ferrocarril del Oeste. En 1948 pasó a formar parte del Ferrocarril Domingo Faustino Sarmiento. Fue clausurada para todo tipo de servicios el 5 de agosto de 1977.